# Samuel P. Carter

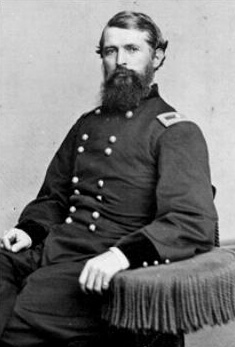
Samuel P. Carter

Samuel Powhatan Carter (* 6. August 1819; † 26. Mai 1891) war ein US-Marineoffizier, der in der Unionsarmee als Generalmajor während des Amerikanischen Bürgerkrieges diente und nach dem Bürgerkrieg Konteradmiral der US-Marine wurde. Er war der erste US-amerikanische Offizier, dem der Rang des Konteradmiral und eines Generalmajors zugesprochen wurde.

## Frühe Jahre und Karriere
Carter wurde in Elizabethton in Tennessee geboren. Er war ein direkter Nachkomme der frühen Siedler. Er studierte am Washington College und an der Princeton-Universität, bevor er in der US-Marine im Februar 1840 eintrat. Er diente zunächst als Midshipman.
Carters Dienst schloss fünf Jahre im Pazifik und in der Great-Lakes-Region ein, bevor er auf die Marineakademie der Vereinigten Staaten kam. Er graduierte in der Klasse von 1846. Während des Mexikanisch-Amerikanischen Krieges diente er an Bord der USS Ohio und nahm an der Schlacht von Veracruz teil.
Danach war er einige Jahre an der US-Marinesternwarte stationiert. Er wurde dann Assistenz-Professor für Mathematik an der Marineakademie der Vereinigten Staaten von 1850 bis 1853.
Von 1853 bis 1856 diente im Pazifik in verschiedenen Positionen, bevor er zum Leutnant zur See befördert wurde.
Im Folgejahr war er an Bord der USS San Jacinto während der Bombardierung der chinesischen Küstenverstärkungen anwesend, bevor er an die Marineschule zurückging, wo er bis 1960 blieb.

## Bürgerkrieg
Im Frühjahr 1861, nachdem er einen Brief von Carter erhalten hatte, in welchem er seiner Loyalität zur Union versichert, wenn ein Bürgerkrieg ausbricht, verwendete Tennessee Gouverneur Andrew Johnson seinen Einfluss im Kriegsministerium für Carter, um ihn in die Position zu versetzen, die Miliz in Osttennessees zu organisieren und auszubilden.
Nach erfolgreicher Führung einiger Kavallerieangriffe in der Schlacht von Mill Springs 1862 akzeptierte Carter die Führung einer Freiwilligenbrigade im Range eines Brigadegenerals der Freiwilligenarmee.
Er hatte weitere Erfolge in der Schlacht von Cumberland Gap im Juni sowie beim Angriff auf Holston, Station Carters und Jonesville im Dezember sowie als Unterstützung für Generalmajor William S. Rosecransin in der Schlacht bei Stones River.
Im Juli 1863 erhielt Carter das Kommando über das XXIII. Corps der US-Kavallerie und bekämpfte die Conföderierten weiterhin in Tennessee, er nahm an der Schlacht von Blue Springs und am Knoxville-Feldzug teil.
1865 hatte Carter in North Carolina den Befehl über den linken Flügel der Unions-Streitmacht in der Schlacht von Kingston. Danach wurde er in den Brevet-Rang eines Generalmajors der Freiwilligenarmee befördert und kommandierte kurz das XXIII. Corps, bevor man die Freiwilligen-Verbände nach dem Bürgerkrieg auflöste.
Während Carter in der Unionsarmee diente, beförderte ihn die US-Marine zum Lieutenant Commander im Jahre 1863 und dann 1865 zum Commander.

## Karriere nach dem Bürgerkrieg

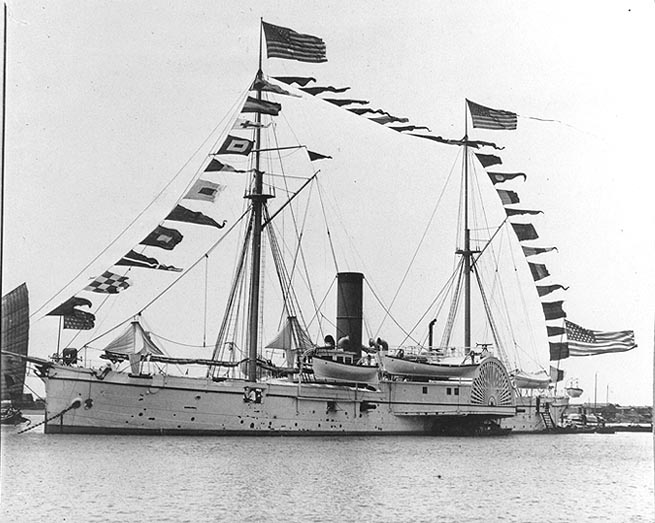
USS Monocacy (1864) in Tientsin, China

Zurückgekehrt zur Marine wurde Carter auf Grund seiner militärischen Aufzeichnung während des Bürgerkrieges zum Commander ernannt. Das pazifische Geschwader wieder zusammenbringend, befahl er die USS Monocacy. Er wurde im Oktober 1870 zum Capitain befördert und diente als Kommandant der Midshipman in der Marineakademie bis 1873. Anschließend kehrte er in den Dienst auf See zurück und diente zeitweise in Europa.
1877 wurde er Mitglied der Leuchtturmkommission.
Im Jahr 1877 heiratete Carter Martha Custis Williams (1827–1899), eine Nachkommin von Martha Custis Washington. Befördert zum Flottillenadmiral im November 1878, zog sich Carter im August 1881 kurz zurück, bevor es zum Konteradmiral im Mai 1882 befördert wurde. Er lebte im Ruhestand bis seinen Tod in Washington, DC.